# Jean-Pierre Saire
Pour les articles homonymes, voir Saire (homonymie).
 (janvier 2024).
La mise en forme du texte ne suit pas les recommandations de Wikipédia : il faut le « wikifier ».
Les points d'amélioration suivants sont les cas les plus fréquents. Le détail des points à revoir est peut-être précisé sur la page de discussion.
- Les titres sont pré-formatés par le logiciel. Ils ne sont ni en capitales, ni en gras.
- Le texte ne doit pas être écrit en capitales (les noms de famille non plus), ni en gras, ni en italique, ni en « petit »…
- Le gras n'est utilisé que pour surligner le titre de l'article dans l'introduction, une seule fois.
- L'italique est rarement utilisé : mots en langue étrangère, titres d'œuvres, noms de bateaux, etc.
- Les citations ne sont pas en italique mais en corps de texte normal. Elles sont entourées par des guillemets français : « et ».
- Les listes à puces sont à éviter, des paragraphes rédigés étant largement préférés. Les tableaux sont à réserver à la présentation de données structurées (résultats, etc.).
- Les appels de note de bas de page (petits chiffres en exposant, introduits par l'outil «  Source ») sont à placer entre la fin de phrase et le point final[comme ça].
- Les liens internes (vers d'autres articles de Wikipédia) sont à choisir avec parcimonie. Créez des liens vers des articles approfondissant le sujet. Les termes génériques sans rapport avec le sujet sont à éviter, ainsi que les répétitions de liens vers un même terme.
- Les liens externes sont à placer uniquement dans une section « Liens externes », à la fin de l'article. Ces liens sont à choisir avec parcimonie suivant les règles définies. Si un lien sert de source à l'article, son insertion dans le texte est à faire par les notes de bas de page.
- La présentation des références doit suivre les conventions bibliographiques. Il est recommandé d'utiliser les modèles {{Ouvrage}}, {{Chapitre}}, {{Article}}, {{Lien web}} et/ou {{Bibliographie}}. Le mode d'édition visuel peut mettre en forme automatiquement les références.
- Insérer une infobox (cadre d'informations à droite) n'est pas obligatoire pour parachever la mise en page.

Pour une aide détaillée, merci de consulter Aide:Wikification.
Si vous pensez que ces points ont été résolus, vous pouvez retirer ce bandeau et améliorer la mise en forme d'un autre article.
Jean-Pierre Saire est un réalisateur et producteur français né à Fougerolles en 1944.

## Biographie
Après un cursus en philosophie dans les universités de Reims-Champagne et Nanterre, ainsi qu'un CDE/TNS à Strasbourg, avant de travailler comme assistant réalisateur.
De 1975 à 1980, il est réalisateur pour le Magazine filmé Aujourd'hui en France (Ministère des affaires étrangères) et de différents films publicitaires et institutionnels.
Il signe un unique long métrage, Le Retour de Christophe Colon, sorti en 1983.
Il se consacre ensuite à la production.
Jean-Pierre Saire est également administrateur d'Ars Nova.

## Filmographie

### Assistant réalisateur et Réalisateur
- 1971 : Hier c'est demain (court métrage)
- 1971 : Le Voyage à travers la ville (court métrage)
- 1971 : Poupées qu'on les appelle (court métrage)
- 1972: Le Mataf  de Serge Leroy
- 1979: Jean Prouvé, pour une architecture au présent (Documentaire)
- 1983 : Le Retour de Christophe Colon
- 1985: Les Nanas de Annick Lanoé
- 1995: Quand on aime la vie on va au cinéma (documentaire France 3)

### Producteur
Salud Production
Cinéma
- 1983: Le Retour de Christophe Colon

- 1986: La Presqu'île de Georges Luneau d'après la nouvelle de Julien Gracq (coproducteur)

Télévision
- 1985 : Comédie musicale au collège de Liliane de Kermadec (comédie musicale en coproduction pour A2)
- 1898 : CINE SI de Michel Ocelot (série d'animation en coproduction avec Michel Ocelot et Canal+)
- 2006 : Les Européens de cinq réalisateurs européens (coproduction Arte/Zor Films)

Incite Production (Producteur associé)
Télévision
- 1989: Le front dans les nuages de Paul Vecchiali (Long métrage France 3)

Septembre Production (Producteur exécutif)
Télévision
Pour La Grande Collection (TF1, France 2), 1989 et 1990
- Le Diable au corps de Gérard Vergez
- Léon Morin prêtre de Pierre Boutron
- Les Disparus de Saint-Agil de Jean-Louis Benoit
- Les Diaboliques de Pierre Koralnick
- La Femme et le Pantin de Mario Camus

- La fièvre monte à El Pao de Manuel Matji

Filiale cinéma de LA 5 (Ciné 5) (Producteur délégué)
Cinéma
De 1990 à 1991 (parmi les films produits): 
- Indochine de Régis Warnier
- La Peste de Luis Puenzo
- Le porteur de serviettes de Daniele Luchetti

MC4 (Producteur associé)
Cinéma
- 1993 : Pushing the limits de Thierry Donar
- 1995 : Guiltrip de Gerard Stembridge

Télévision
- 1993 : Chambre froide de Sylvain Madigan (TF1, Canal+)
- 1996 : Papa est un mirage de Didier Grousset (TF1, Canal+)
- 1996 : Poussière d'Amour de Werner Schrotter (Arte)

Euripide Production (Producteur exécutif)
Cinéma
- 1997 : Le Bassin de J.W. de Joao Cesar Monteiro
- 1999 : La Dilettante de Pascal Thomas (développement)
- 1998 : Civilisées de Randa Chahal Sabbag

- 2000 : Le Conte du ventre plein de Melvin Van Peebles
- 2001 : Tosca de Benoît Jacquot

Play Time (Coordinateur Franco-Allemand)
Cinéma
- 2001 : 24 heures de la vie d'une femme de Laurent Bounik

Entropie (Coordinateur Franco-Allemand)
Cinéma
- 2003 : Atomic Circus de Didier Poiraud

Bac Films /  Gédéon Programmes (Producteur exécutif)
Cinéma
- 2006 : La Planète blanche  de Thierry Piantanida et Thierry Ragobert

Biloba Films (développement)
Cinéma
- 2013 : Amazonia de Thierry Ragobert